# Ingibjörg Sólrún Gísladóttir

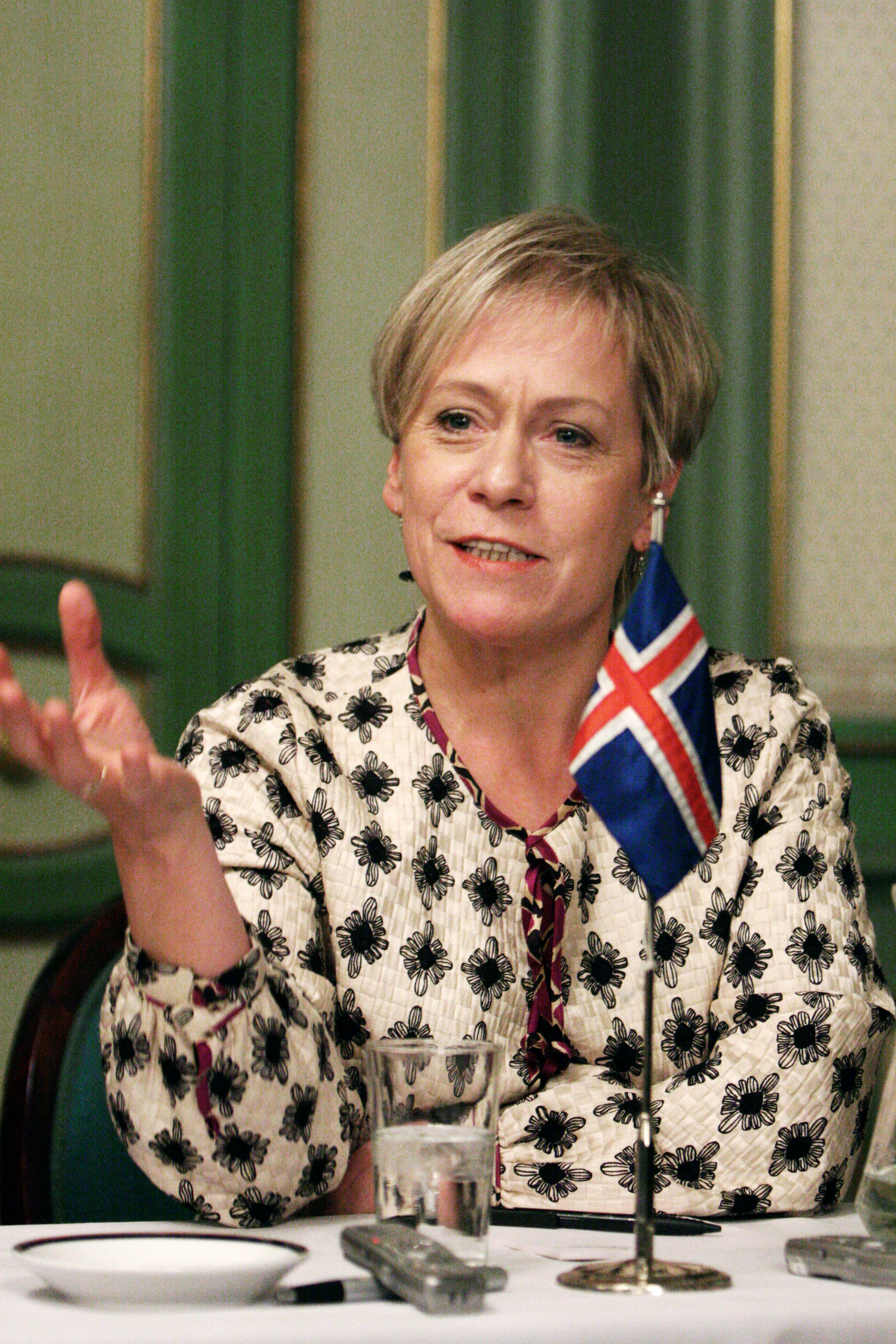
Ingibjörg Sólrún Gísladóttir vid Nordiska rådets session i Oslo 2007.

Ingibjörg Sólrún Gísladóttir, född 31 december 1954 i Reykjavik, är en isländsk politiker och ordförande för det socialdemokratiska partiet, Enhetsfronten, på Island, Samfylkingin, det näst största politiska partiet i det isländska parlamentet Alltinget. Hon utsågs till utrikesminister 24 maj 2007, men avgick när hennes partikamrat Johanna Sigurdardottir blev statsminister 1 februari 2009.
Ingibjörg påbörjade sin politiska karriär i Kvinnolistan (Samtök um kvennalista), ett parti hon representerade när hon satt i Reykjavik's kommunfullmäktige från 1982 till 1988. Hon representerade också partiet i det nationella parlamentet mellan 1991 och 1994.
Ingibjörg blev Reykjaviks borgmästare 1994 när Självständighetspartiet  (Sjálfstæðisflokkurinn) förlorade majoriteten de haft i kommunfullmäktige i 12 år till en koalition av alla de andra större partierna i landet, ledd av Ingibjörg. Hon var stadens borgmästare till år 2003. Hon avgick efter påtryckningar från Framstegspartiet (Framsóknarflokkurinn) och Vänsterpartiet - de gröna som var missnöjda med att hon hade ställt upp för Enhetsfronten i de nationella valen 2003. 
Fram till att hon avgick som borgmästare hade Ingibjörg varit framgångsrik inom politiken. 2005 blev hon ledare för Enhetsfronten efter en partistrid mot organisationens tidigare partiledare Össur Skarphéðinsson.